# Concerto pour violon no 3 de Mozart
Concerto de Straßburg
Pour les articles homonymes, voir Concerto pour violon no 3.
Le Concerto pour violon no 3 en sol majeur K. 216 est un concerto pour violon et orchestre du compositeur autrichien Wolfgang Amadeus Mozart. Composé à Salzbourg en 1775 (achevé le 12 septembre), de même que les concertos no 4 et no 5, l'œuvre s'inscrit dans le style galant que Mozart transcende par une invention mélodique inépuisable et une profondeur d'expression maîtrisée.
L'œuvre est appelée « Concerto de Straßburg » (Strasbourg) dans la correspondance du musicien, en raison d’une mélodie populaire dite « strasbourgeoise » dans le finale, sorte de pot-pourri à la française.

## Analyse de l'œuvre
Thème introductif de l'Allegro :
La lecture audio n'est pas prise en charge dans votre navigateur. Vous pouvez télécharger le fichier audio.
Thème introductif de l'Adagio :
La lecture audio n'est pas prise en charge dans votre navigateur. Vous pouvez télécharger le fichier audio.
Thème introductif du Rondeau: allegro :
La lecture audio n'est pas prise en charge dans votre navigateur. Vous pouvez télécharger le fichier audio.
Le concerto est en trois mouvements :
1. Allegro, en sol majeur, à , 226 mesures - partition
2. Adagio, en ré majeur, à , 48 mesures - partition
3. Rondeau: allegro[2], en sol majeur, à 
, 432 mesures - partition

→ Andante (mesure 252), à 
→ Allegretto (mesure 265),
→ Tempo primo (mesure 291), à 

- Durée d'exécution: 25 minutes.

## Orchestration
| Instrumentation du concerto no 3 en sol majeur pour violon           |
| Soliste                                                              |
| violon                                                               |
| Cordes                                                               |
| premiers violons, seconds violons, altos, violoncelles, contrebasses |
| Bois                                                                 |
| 2 flûtes, 2 hautbois                                                 |
| Cuivres                                                              |
| 2 cors en si-bémol                                                   |